# Goedartia cyanea
Goedartia cyanea är en stekelart som beskrevs av Heinrich 1931. Goedartia cyanea ingår i släktet Goedartia och familjen brokparasitsteklar. Inga underarter finns listade i Catalogue of Life.